# 索伦 (北达科他州)
索伦（英語：Solen），是美国北达科他州下属的一座城市。根据2010年美国人口普查，该市有人口83人。